# Gianluca Floris
Pour les articles homonymes, voir Floris.
Gianluca Floris (né à Cagliari le 12 juin 1964 et mort dans la même ville le 4 février 2022) est un écrivain et chanteur lyrique italien.

## Œuvres
- I Maestri Cantori, Nuoro, Il Maestrale, 2000
- Lato Destro, Cagliari, CUEC, 2006.
- La preda, collection Colorado Noir, Milan, Mondadori, 2006
- L'inferno peggiore, Milan, PIEMME, 2009